# BULLY ブリー
『BULLY ブリー』は、2001年に公開されたアメリカ映画。原作は実際に起こった少年少女7人によるボビー・ケント殺害事件を題材としたジム・シュッツの『なぜ、いじめっ子は殺されたのか?』。

## ストーリー
成績優秀な高校生であるボビーと高校中退の落ちこぼれマーティーは、同じバイト先で働く幼馴染だが、ボビーはマーティに支配的な態度を取り、暴言を浴びせ暴力を振るうこともしばしばだった。そんな時ボビーとマーティはアリとリサという少女に誘われ、ボビーはアリと、マーティはリサと交際を始める。しかしボビーは二人にも暴力的な態度を取り、アリとリサを犯す。徐々にボビーへの憎しみが彼らの中に渦巻いていき、リサの「殺すしかない」という一言からボビーの殺害を計画する。やがてアリの知り合いであるドニーとヘザー、リサのいとこであるデレク、不良グループのリーダーで、マフィアの殺し屋を自称するカーフマンを巻き込み、凄惨な殺害計画が実行される。

## キャスト
| 役名                 | 俳優                     | 日本語吹替   |
| -------------------- | ------------------------ | ------------ |
| マーティ・プッチオ   | ブラッド・レンフロ       | 竹若拓磨     |
| ボビー・ケント       | ニック・スタール         | 森久保祥太郎 |
| リサ・コネリー       | レイチェル・マイナー     | 小島幸子     |
| アリ・ウィリス       | ビジュー・フィリップス   | 渡辺明乃     |
| ドニー・セメネック   | マイケル・ピット         | 神奈延年     |
| ヘザー・スワラー     | ケリ・ガーナー           | 園崎未恵     |
| デレク・ディヴァーコ | ダニエル・フランゼーゼ   | 永井誠       |
| デレク・カーフマン   | レオ・フィッツパトリック | 加瀬康之     |
| クローディア         | ナタリー・ポールディング | 寺田はるひ   |
| ブロンド             | ジェシカ・スッタ         |              |

※日本語吹替は現行DVD（IVCより発売）には未収録。

## 備考
- 本作の音楽はエミネムの他にサイプレス・ヒルやダズ・デリンジャーといったヒップホップが主に使用されている。また殺害シーンで使用されるスコアはソニック・ユースのサーストン・ムーアによる楽曲である。
- 監督であるラリー・クラーク本人が殺し屋カーフマンの父親役として出演する。カーフマン役のレオ・フィッツパトリックは、クラークのデビュー作『KIDS/キッズ』に主演している。
- ディヴァーコ役のダニエル・フランゼーゼ（英語版）は本作品の撮影中、アリ役のビジュー・フィリップスから性的指向や体型を揶揄されたり身体的暴力を振るわれるなどの嫌がらせを受けていたことを告白している[1][2]。